# Décès en 904
Décès
- 900
- 901
- 902
- 903
- 904
- 905
- 906
- 907
- 908

Cette page dresse une liste de personnalités mortes au cours de l'année 904 :
- avant le 19 février : Guinidilda d'Empúries (it), comtesse espagnole.
- 22 septembre : Tang Zhaozong, empereur chinois taoïste de la dynastie Tang.

- Arsenio da Armo (it), moine.
- Christophore (antipape)
- Ivarr II Uí Ímair, viking, roi de Dublin.
- Kurszán (it), chef de guerre hongrois.
- Yahya ben al-Qasim, sultan idrisside.

## Crédit d'auteurs
- Cet article est partiellement ou en totalité issu de l'article intitulé « 904 » (voir la liste des auteurs).